# Constance de Castille (1354-1394)
Pour les articles homonymes, voir Constance de Castille.
Titres
Duchesse de Lancastre, comtesse de Lancastre, de Leicester, de Lincoln et de Derby
21 septembre 1371 – 24 mars 1394
(22 ans, 6 mois et 3 jours)
Duchesse d'Aquitaine
2 mars 1390 – 24 mars 1394
(4 ans et 22 jours)
Comtesse de Richmond
21 septembre 1371 – 25 juin 1372
(9 mois et 4 jours)
Constance de Castille, née en 1354 et morte le 24 mars 1394, est la fille de Pierre Ier de Castille et de Marie de Padilla.

## Biographie

### Mariage
Constance de Castille épousa le 21 septembre 1371 Jean de Gand, duc de Lancastre, troisième fils du roi Édouard III d'Angleterre. Elle fut sa seconde épouse. De cette union naquirent une fille, Catherine (1373-1418), et un fils mort-né, Jean (1374).

### Guerre de succession de Castille

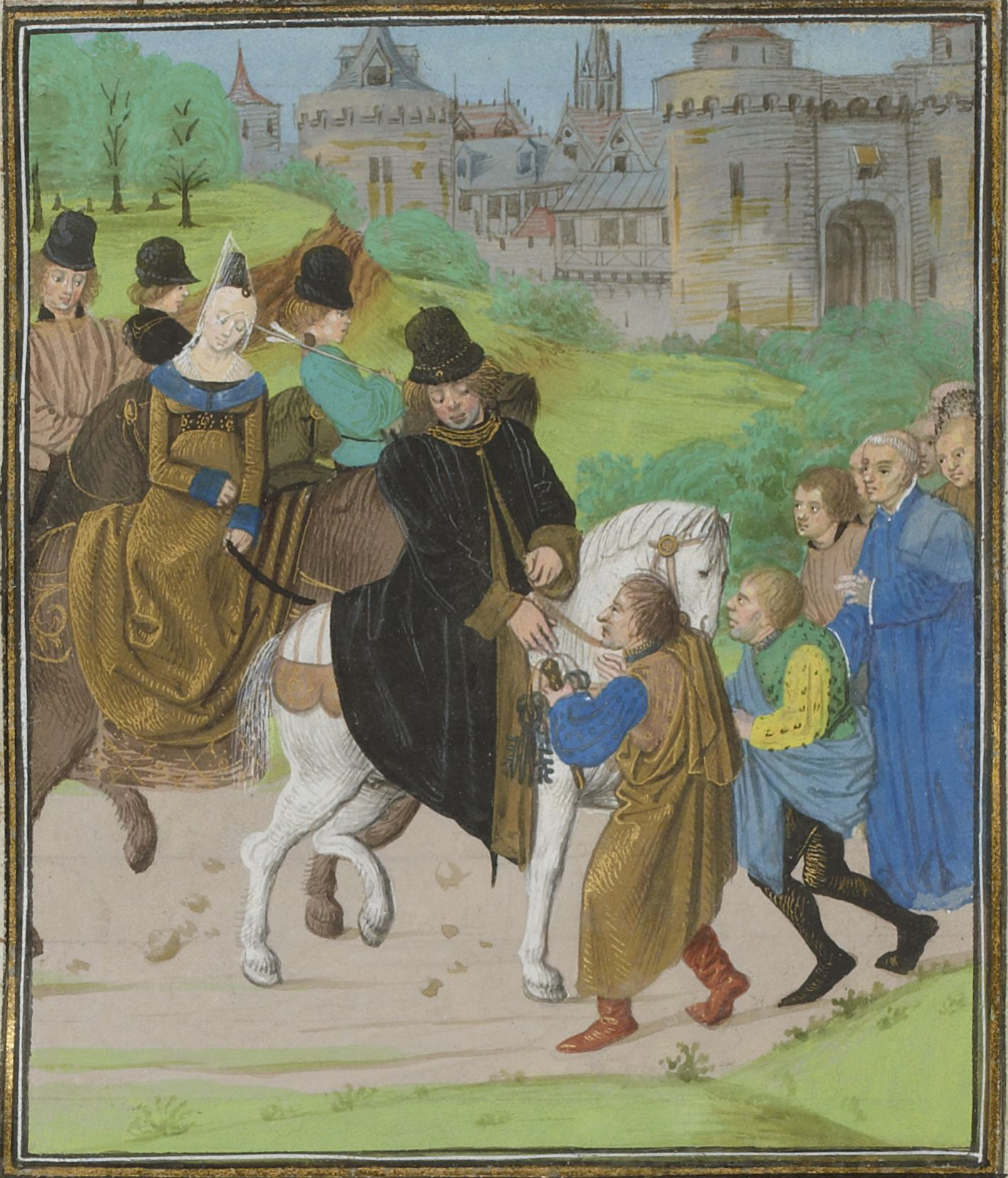
Jean de Gand et Constance reçoivent la soumission de Saint-Jacques-de-Compostelle.

Gand est prétendant à la couronne de Castille. Constance est la fille aînée de Pierre Ier, tué en 1369 par le prétendant au trône Henri de Trastamare, qui avait usurpé le trône sous le nom de Henri II. L'arrivée au pouvoir en Castille d'un roi pro-français menaçait les intérêts anglais en Guyenne. Le Prince Noir et Lancastre avaient défendu Pierre en 1367 en battant l'armée des Trastamare à la bataille de Nájera. Le 29 janvier 1372, Lancastre revendique officiellement la couronne de Castille et inscrit les armoiries de Castille dans ses propres armoiries. Il rassemble une petite cour castillane comprenant les fidèles de Pierre de Castille. Il adopte également la formule Yo El Rey (Moi, le Roi). 
Lancastre souhaite envahir la Castille pour être couronné roi mais son départ est retardé à plusieurs reprises du fait d'un manque de financement, car la guerre en France a ruiné les caisses de l'Angleterre. C'est seulement après l'avènement du roi Jean Ier de Portugal en 1385, très anglophile, que Lancastre se décide à débarquer dans la péninsule ibérique, assuré d'avoir un allié. L'alliance anglo-portugaise est renforcée par le mariage du roi de Portugal avec la fille aînée de Gand, Philippa de Lancastre.
Le 29 juillet 1386, Lancastre débarque à La Corogne. Jean Ier de Castille, qui croyait qu'il débarquerait au Portugal afin de rassembler des troupes supplémentaires, est totalement pris de court. Lancastre établit sa cour à Ourense et reçoit l'hommage des nobles galiciens. Il se fait couronner roi de Galice à Saint-Jacques-de-Compostelle. Lancastre n'arrive cependant pas à affronter Jean de Trastamare à terrain découvert. Entre avril et juin 1387, l'armée anglo-portugaise poursuit les Castillans mais est affamée par le climat aride. De nombreux soldats anglais désertent et repartent en Guyenne.
Par un traité, signé avec le roi Jean Ier de Castille en juillet 1388 à Bayonne, Lancastre renonce à ses prétentions dynastiques sur la péninsule ibérique. En contrepartie, sa fille Catherine de Lancastre épouse le 17 septembre 1388 l'héritier castillan, le futur Henri III de Castille.

### Décès
Constance meurt le 25 mars 1394 à Leicester.

## Sources
- Jean-Charles Volkmann, Généalogie des rois et des princes, Paris, Éditions Jean-Paul Gisserot, coll. « Bien connaître », 1998, 127 p. (ISBN 2-87747-374-0, lire en ligne).